# Binnya U
Cette page contient des caractères spéciaux ou non latins. S’ils s’affichent mal (▯, ?, etc.), consultez la page d’aide Unicode.
Binnya U (birman ဗညားဦး, bəɲá ʔú ; 1323 – février 1384) fut le huitième souverain du royaume d'Hanthawaddy, en Basse-Birmanie, de 1348 à sa mort. Durant son règne de 35 ans, il dut faire face à plusieurs révoltes et invasions étrangères. Il essaya de rétablir la puissance du royaume dans son ancienne capitale Martaban (Mottama), mais fut obligé de se replier à Pégou (Bago), qui se révéla finalement une meilleure position stratégique pour contrôler les peuples de langue mône du pays. Ses dernières années furent pleines d'intrigues de cour pour sa succession. Il mourut en 1384, aux prises avec une rébellion de son fils aîné Razadarit.
Binnya U était aussi connu sous le nom d'Hsinbyushin (Seigneur de l'éléphant blanc), car il possédait un éléphant blanc, considéré comme le symbole par excellence d'un roi bouddhiste. À la mort de l'animal, il passa des années à en chercher un autre. En 1362, Binnya U fit réparer la Pagode Shwedagon, élevant la hauteur du stûpa à 20 m.

## Jeunesse
Fils du roi Saw Zein (r. 1324-1331) et petit neveu du fondateur du royaume Wareru, Binnya U grandit à la cour de son oncle Binnya E Law. Dès leur jeunesse, lui et son cousin le fils de Binnya E Law furent constamment en lutte, car ils étaient tous les deux considérés comme des prétendants possibles au trône. Son cousin mourut de mort naturelle et Binnya U devint prince héritier.

## Règne

### Martaban
À la mort de son oncle en 1348, il redéplaça la capitale de Pégou (où son père l'avait établie en 1324) à Martaban, capitale historique de la dynastie. Ce n'était pas une bonne idée : Stratégiquement, Pégou était dans une position plus centrale, entre le delta de l'Irrawaddy et le nord de la côte du Tenasserim, alors que Martaban était dangereusement proche du Royaume d'Ayutthaya et éloigné des deux autres centres du pouvoir môn.
Binnya U avait peut-être pour projet de reconquérir le Tenasserim comme son oncle Saw O dans les années 1310, mais il n'en eut pas l'occasion. D'une part, le sud du Tenasserim était tenu fermement par le tout nouveau Royaume d'Ayutthaya (fondé en 1350). D'autre part, à Martaban même, il dut faire face à des révoltes et il en fut finalement expulsé par une attaque extérieure.
En 1356, les armées du Lanna, avec 80 000 soldats, envahirent les districts de Martaban, Sittaung, Taikkla, Dunwun et Lagun Pyi. (Les chroniques du Lanna sont muettes sur cette invasion, et son auteur pourrait avoir été un autre état thaï du nord). Binnyu U repoussa cette offensive. Au milieu des années 1360, il fut aux prises avec la rébellion de son frère Min Linka, qu'il écrasa. Il fit exécuter Min Linka et prit son épouse Mwe Thin comme reine. Celle-ci donna naissance en 1367 à Binnya Nwe (le futur roi Razadarit).

### Expulsion de Martaban
En 1369, une révolte d'un autre cousin, Byattaba, le força à quitter Martaban. Après un bref établissement à Dunwun, siège ancestral de la dynastie situé au nord de la ville, il se réinstalla à Pégou. Pégou avait été une importante capitale mône jusqu'en 1057, lorsqu'elle était tombée avec l'ensemble du Royaume de Thaton aux mains d'Anawrahta, fondateur du Royaume de Pagan. En 1369, ce n'était plus qu'un gros village. Binnya U y consolida son pouvoir, mais ne put reconquérir Martaban. Il envoya une de ses filles, Talamithiri, au roi de Lanna pour obtenir son aide (elle fut de retour quelques années plus tard, car le roi ne la traita pas bien).

### Révolte de Binnya Nwe
À Pégou, Binnya U fut aux prises avec des querelles de famille. Son fils aîné Binnya Nwe ne s'entendait pas avec sa reine principale Mwe Magu Tauk, dont le fils avait été nommé prince héritier. La sœur du roi, la princesse Mahadevi, et son frère Laukpya, seigneur de Myaungmya, avaient tous deux des visées sur le trône et se méfiaient de Binnya Nwe. En 1383, celui-ci, âgé de 16 ans, s'enfuit à Rangoon avec sa demi-sœur Talamidaw, et se révolta. Le roi, malade, était sur son lit de mort. En mai 1383, la reine Mwe Magu Tauk envoya une armée contre Binnya Nwe, qui la vainquit et marcha sur Pégou. Binnya U mourut pendant les combats et Binnya Nwe devint roi sous le nom de Razadarit, ou « roi des rois »,.

### Seigneur de l'éléphant blanc
Binnya U était aussi connu sous le nom d'Hsinbyushin (Seigneur de l'éléphant blanc), car il possédait un éléphant blanc, considéré comme le symbole par excellence d'un roi bouddhiste. À la mort de l'animal, il passa des années à essayer d'en obtenir un autre.
En 1362, Binnya U fit réparer la Pagode Shwedagon de Rangoon, élevant la hauteur du stûpa à 20 m. Il envoya une mission au Sri Lanka et en obtint une relique, pour laquelle il construisit un stûpa près du lieu de sa « victoire » sur le Lanna.